# Rhododendron album
Rhododendron album är en ljungväxtart som beskrevs av Carl Ludwig von Blume. Rhododendron album ingår i släktet rododendron, och familjen ljungväxter. Inga underarter finns listade i Catalogue of Life.